# آلبینا دژابینووا
آلبینا دژابینووا (به انگلیسی: Albina Dzhanabaeva) (زاده ۹ آوریل ۱۹۷۹) خواننده ، بازیگر روسی است.
او قبلاً عضو گروه ویا گرا بود.